# Salea gularis
Espèce
Salea gularis est une espèce de sauriens de la famille des Agamidae.

## Répartition
Cette espèce est endémique d'Inde. Elle n'est connue que de Mirzapore.

## Publication originale
- Jerdon, 1854 "1853" : Catalogue of Reptiles inhabiting the Peninsula of India. Part 1. Journal of the Asiatic Society of Bengal, vol. 22, p. 462-479 (texte intégral).